# Nadine Kleinert
Nadine Kleinert, född 20 oktober 1975, Magdeburg, DDR är en tysk friidrottare som tävlar i kulstötning.
Kleinerts första seniormästerskap var VM 1997 i Athen där hon slutade på sjunde plats. En större framgång kom i Sevilla 1999 där hon tog sin första medalj då hon blev tvåa. Samma resultat nådde Kleinert vid VM 2001. Hennes tredje silvermedalj kom vid OS 2004. Däremot blev varken VM 2003 eller 2005 någon framgång då hon slutade sjua respektive femma. VM 2007 blev emellertid ett steg åt rätt håll då hon blev bronsmedaljör. 2005 stötte hon för första gången över 20 meter då hon i Hannover gjorde 20.06. 
Kleinert deltog vid Olympiska sommarspelen 2008 där hon blev sjua. Vid VM 2009 i Berlin på hemmaplan gjorde hon sin karriärs bästa tävling då hon förbättrade sitt personliga rekord till 20,20 meter, vilket räckte till en andra plats bakom Valerie Vili.
Kleinert tävlar för SC Magdeburg och tränas av Klaus Schneider. Hon blev gift 1999 och fram till 2004 använde hon namnet Kleinert-Schmitt.

## Personligt rekord
- Kula - 20,20 meter (2009)
- Diskos: 49.51 meter (1998)